# خونگاتچه
خونگاتچه (به لهستانی:  Honiatycze) یک روستا در لهستان است که در گمینا وربکوویتسه واقع شده‌است.